# Représentations diplomatiques des Îles Salomon

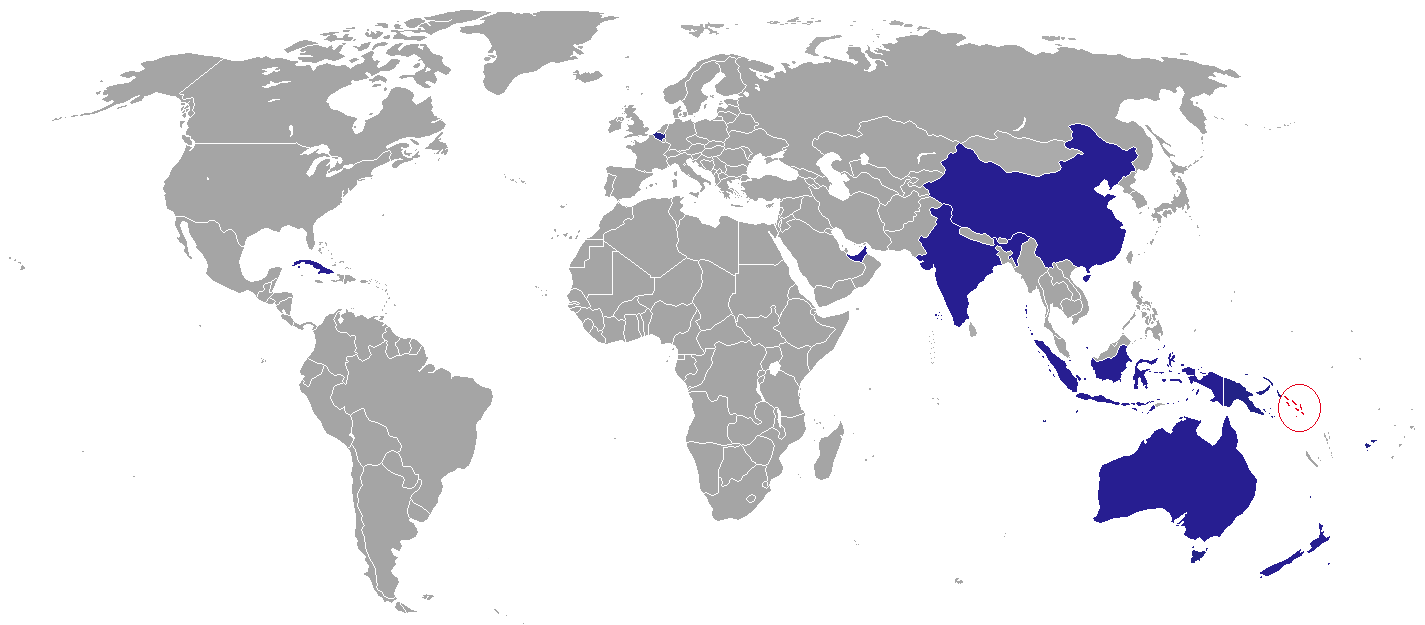
Localisation des représentations diplomatiques des Îles Salomon:
Îles Salomon
Ambassade ou haut-commissariat

Ceci est une liste des représentations diplomatiques des Îles Salomon. Les Îles Salomon n'ont que quelques missions diplomatiques à l'étranger.

## Amérique

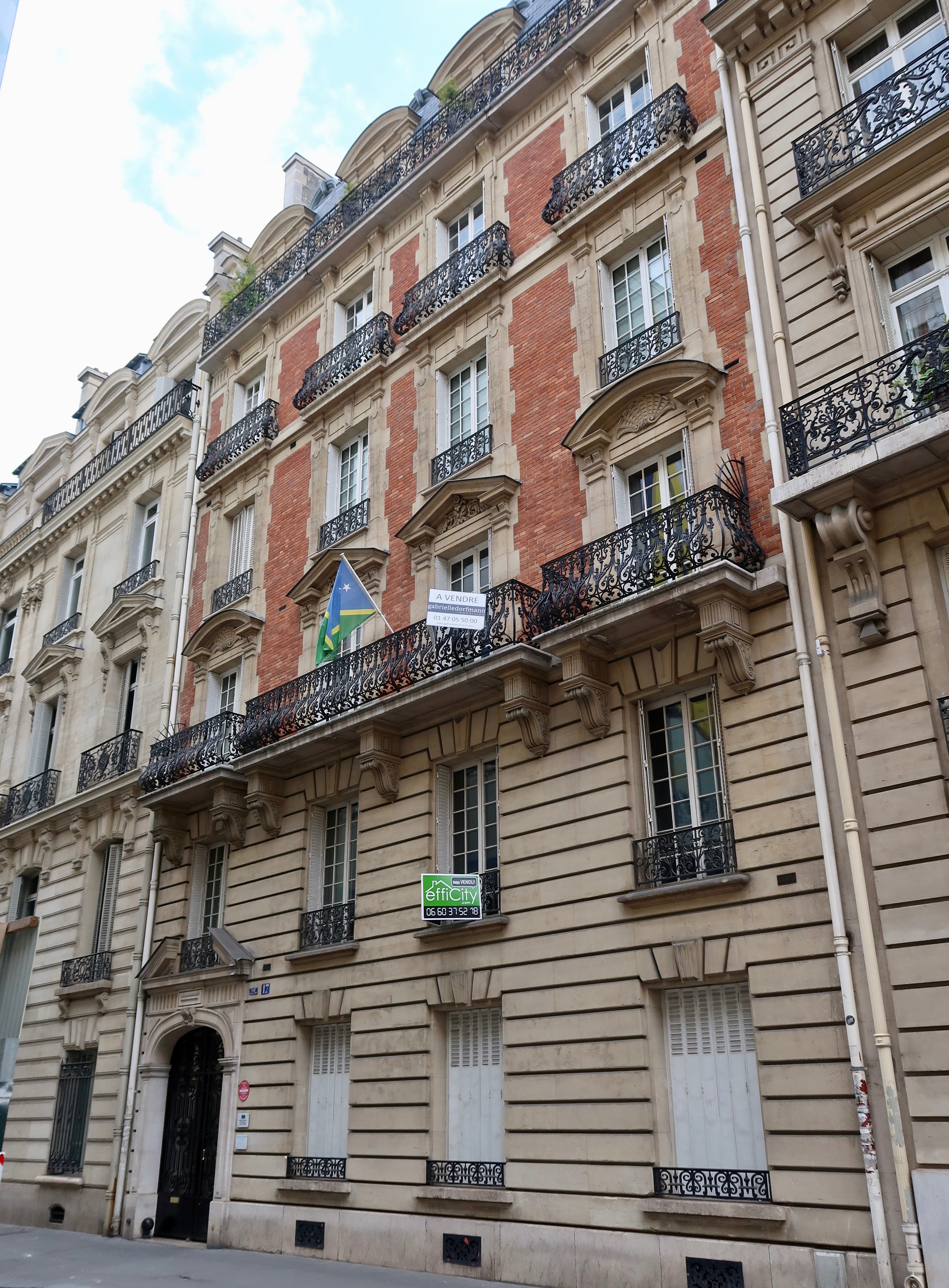
Délégation permanente des Îles Salomon auprès de l'UNESCO à Paris, 17 avenue d'Eylau.

- Cuba
  - La Havane (ambassade)

## Asie
- Chine
  - Pékin (ambassade)
- Émirats arabes unis
  - Abou Dabi (ambassade)
- Inde
  - New Delhi (haut-commissariat)
- Indonésie
  - Jakarta (ambassade)

## Europe
- Belgique
  - Bruxelles (ambassade)

## Océanie
- Australie
  - Canberra (haut-commissariat)
- Fidji
  - Suva (haut-commissariat)
- Nouvelle-Zélande
  - Wellington (haut-commissariat)
- Papouasie-Nouvelle-Guinée
  - Port Moresby (haut-commissariat)

## Organisations internationales
- Union européenne
  - Bruxelles (délégation)
- ONU
  - Genève (mission permanente)
  - New York (mission permanente)
- UNESCO
  - Paris (délégation)